# Nucleón

Representación tradicional del núcleo atómico como una agrupación compacta de dos tipos de nucleones: Protones (rojo) y neutrones (azul). En esta imagen, los protones y neutrones se representan como pequeñas esferas pegadas a las otras, aunque actualmente se sabe que en un núcleo atómico real, tal como es concebido en física nuclear, no presenta dicha estructura. Un núcleo real, solo puede ser descrito usando la mecánica cuántica donde las partículas no son concebibles como esferas rígidas localizadas. Así, en un núcleo atómico, realmente cada nucleón presenta una distribución de probabilidad dispersa.

En física nuclear, un nucleón corresponde al nombre colectivo para dos partículas: el neutrón y el protón (ambas formadas por cuarks de primera generación, los más ligeros). Los nucleones son dos de los constituyentes del núcleo atómico, que también contendría piones portadores de la interacción que mantiene unidos a los nucleones. Hasta los años 60, los nucleones fueron considerados partículas elementales; posteriormente se postuló que podrían estar formados por cuarks, y la evidencia sólida de que estaban formados por constituyentes discernibles apareció en la década de los 70. Actualmente se sabe que son partículas compuestas, cada una formada por tres cuarks unidos mediante la fuerza fuerte transmitida por gluones. La masa de los nucleones está asociada tanto a las propias masas de los cuarks como al campo de gluones.
Existe un tipo interacción no-electromagnética entre un nucleón y un leptón que conlleva la transformación de un neutrón en un protón (o vicersa); es conocida como decaimiento débil o desintegración beta. Esta desintegración está asociada a la fuerza nuclear débil. Tanto el protón como el neutrón son parte de los bariones y, por tanto, se comportan como fermiones. La posibilidad de los nucleones de transformarse el uno en el otro está asociada a que en la terminología de la física de partículas, estas dos partículas poseen un isospín doblete 1/2. Esto explicaría por qué sus masas son tan similares, con el neutrón siendo solo un 0,1% más pesado que el protón.
Se podría decir que los nucleones se encuentran en la línea donde la física de partículas y la física nuclear se entremezclan. La teoría cuántica de campos, en particular la cromodinámica cuántica, provee de las ecuaciones fundamentales que explican las propiedades de los cuarks y de la fuerza nuclear fuerte. Estas ecuaciones explican cuantitativamente cómo los cuarks se unen entre sí para formar protones y neutrones (y todos los demás hadrones). Sin embargo, cuando varios nucleones se unen para formar un núcleo atómico (nucleido), estas ecuaciones fundamentales se vuelven muy difíciles de resolver (ver retículo QCD). En vez de eso, los nucleidos son estudiados por la física nuclear, que analizan los nucleones y sus interacciones mediante modelos y aproximaciones, tales como el modelo de capas nuclear. Estos modelos pueden explicar satisfactoriamente propiedades de los nucleidos, como por ejemplo, cuándo un cierto nucleido sufrirá un decaimiento radiactivo.

## Propiedades
Los protones y neutrones son más conocidos por constituir el núcleo atómico, pero también pueden existir de manera aislada, sin ser parte de núcleos más grandes, aunque existe una diferencia importante: los protones son estables o altamente estables mientras que los neutrones aislados se desintegran mediante desintegración beta siendo su vida media de 15 minutos en estado aislado. Dentro del núcleo el intercambio de piones de carga negativa generalmente estabiliza a los neutrones. Un protón por sí solo corresponde al núcleo del átomo de hidrógeno-1 (1H). Un neutrón por sí solo es inestable como se ha dicho (ver más abajo), pero se le puede encontrar en reacciones nucleares y también son usados en análisis científico (ver dispersión de neutrones).
Tanto el protón como el neutrón están constituidos por tres cuarks. El protón está conformado por dos cuarks arriba y un cuark abajo, mientras que el neutrón en un cuark arriba y dos cuarks abajo. Los cuarks se mantienen unidos mediante la fuerza nuclear fuerte. También se dice que los cuarks se mantienen unidos por medio de gluones, en tanto que los gluones son los mediadores de la fuerza nuclear fuerte.
El cuark arriba tiene una carga eléctrica +2/3 e, y el cuark abajo tiene carga −1/3 e. Entonces las cargas eléctricas totales del protón y del neutrón son: +e y 0, respectivamente. La palabra neutrón viene del hecho de ser eléctricamente «neutro».
Las masas del protón y del neutrón son muy similares: la del protón es 1.6726 u o 938.27 MeV/c2, mientras que la del  neutrón es 1.6749 u o 939.57 MeV/c2, lo que significa que el neutrón es prácticamente un 0.1 % más pesado. La similitud de masas es explicada por la simetría aproximada del isospin.
Tanto protones como neutrones tienen un momento angular intrínseco o espín de 1/2. Esto significa que son fermiones y no bosones, y por lo tanto, como los electrones, están sujetos al principio de exclusión de Pauli. Esto es un hecho importante en la física nuclear: los protones y neutrones de un núcleo atómico no pueden estar en un mismo estado cuántico, por lo que se distribuyen en una serie de capas nucleares análogas a las de los electrones en el modelo atómico. Otra razón por la que el spin de los protones y neutrones es importantes es que de su suma se desprende el spin nuclear. Este es más conocido por su papel crucial en la técnica de la resonancia magnética nuclear, utilizada en los análisis químicos y biológicos.

## Historia
El reconocimiento del núcleo atómico se debió a lo evidenciado por el experimento de Rutherford de 1919. Por esa época se entendió que el núcleo atómico contenía las cargas positivas. Previamente ya se habían observado protones aislados por Oracio Golden en 1886, aunque en esa época no se conocía el núcleo atómico y por tanto el mismo concepto de nucleón era inexistente. El conocimiento que se tenía del átomo de hidrógeno ionizado junto con el experimento de Rutherford llevó a este a postular que el núcleo atómico debía contener los protones. El descubrimiento del neutrón fue más tardío y se debió a James Chadwick en 1932.